# Péter Molnár
Péter Molnár (ur. 16 lutego 1986 w Vácu) – węgierski kajakarz, mistrz świata i Europy, brązowy medalista igrzysk europejskich, mistrz Europy U-23, młodzieżowy mistrz świata oraz brązowy medalista młodzieżowych mistrzostw Europy.
Pierwszy występ na igrzyskach zaliczył podczas igrzysk olimpijskich w Rio de Janeiro w 2016 roku. Wziął udział w dwóch konkurencjach na najkrótszym dystansie 200 metrów. W dwójce razem z Sándorem Tótką zajął czwarte miejsce, tracąc do trzecich Litwinów 0,03 sekundy. Zwyciężyli Hiszpanie przed Brytyjczykami. W jedynce nie poszło tak dobrze. W półfinale zajął szóstą pozycję, co pozwoliło popłynąć w finale B. Tam zajął siódme miejsce. Ostatecznie został sklasyfikowany na piętnastej pozycji.